# Omar Abdel Hamid El-Hussein

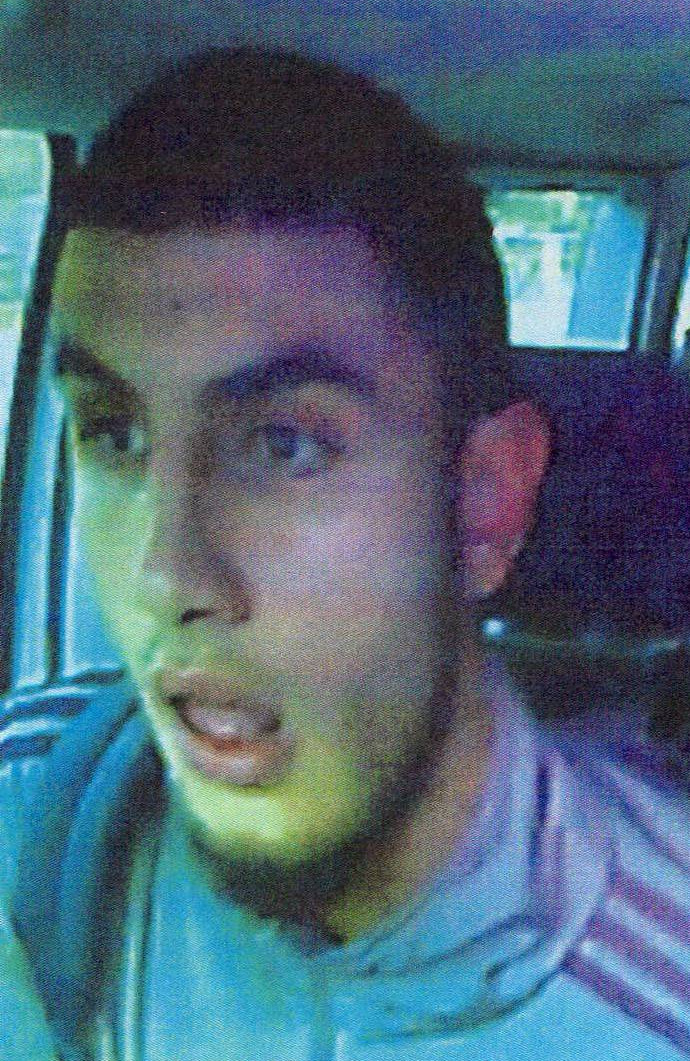
Omar Abdel Hamid El-Hussein

Omar Abdel Hamid El-Hussein (* 11. September 1992 in Vordingborg, Seeland, Dänemark; † 15. Februar 2015 in Kopenhagen) war ein dänischer islamistischer Terrorist palästinensischer Herkunft (palæstinensiskdansker), der die Anschläge in Kopenhagen 2015 verübte.

## Leben
Omar Abdel Hamid El-Hussein (Spitzname: „Kleiner Hussein vom Platz“)
wurde am 11. September 1992 als ältester Sohn einer Einwandererfamilie aus Palästina geboren, die aus einem jordanischen Flüchtlingslager nach Dänemark gekommen war.
Mit seinem jüngeren Bruder wuchs er in der überwiegend von Migranten bewohnten Wohnanlage Mjølnerparken im Kopenhagener Stadtteil Nørrebro auf.

## Schule / Ausbildung
Nachdem die Ehe der Eltern geschieden wurde, lebte El-Hussein bei seiner Mutter. Von 2003 bis 2004 besuchte er die Rådmandsgades Skole (Grundschule) in Nørrebro. Es gab Verhaltensauffälligkeiten, so dass die Mutter zu einem Beratungsgespräch mit El-Husseins Lehrern in die Schule eingeladen wurde. Da die Mutter ebenfalls Schwierigkeiten mit der Erziehung El-Husseins hatte, beschloss sie, ihn zu ihrer Familie, die in Jordanien lebte, zu schicken.
Schulleiterin und Lehrer versuchten, die Mutter von diesem Vorhaben abzubringen, da sie es für nicht sinnvoll hielten, einen 12-jährigen Jungen in ein fremdes Land zu schicken, dessen Sprache er kaum beziehungsweise nicht verstand. Sie hielten es für die Entwicklung des Jungen besser, ihn in seiner gewohnten Umgebung zu belassen. Doch die Mutter ließ sich nicht umstimmen. El-Hussein wurde im Jahre 2006 nach Jordanien geschickt und verbrachte dort die nächsten drei Jahre.
Nach eigenen Angaben (vor Gericht) ging er in Jordanien auch zur Schule, bevor er 2009 wieder nach Dänemark zurückkehrte. Er ging jedoch nicht wieder zur Schule zurück und machte infolgedessen auch keinen Schulabschluss.

## Abrutschen in die Kriminalität
Der Terroranschlag El-Husseins am 14./15. Februar 2015 hatte einen langen „Vorlauf“. El-Hussein rutschte früh in die Kriminalität ab. Ende 2009 wurde er – zusammen mit einem vier Jahre älteren türkischen Komplizen – das erste Mal wegen mehrerer Einbruchsdiebstähle gefasst und kam in Untersuchungshaft. Bei mehreren Einbrüchen in Hellerup, Østerbro und Nørrebro entwendeten die beiden Computer, Fernseher, Handys, Digitalkameras, Schmuck, Uhren, Erspartes.
Im Februar 2010 wurde El-Hussein aus der U-Haft entlassen. Während er auf die Gerichtsverhandlung beziehungsweise auf das Urteil wartete, setzte er seine Diebeszüge mit zwei weiteren Einbrüchen im Mai und Oktober 2010 in Fredriksberg fort. Ende 2010 wurde er wegen dieser beiden Einbrüche erneut von der Polizei verhaftet.
Im März 2011 wurden er und sein Komplize wegen insgesamt zwölf Einbrüchen und einer ganzen Reihe von Einbruchsversuchen in der Zeit von Dezember 2009 bis Dezember 2010 von einem Kopenhagener Gericht zu jeweils einem Jahr Gefängnis verurteilt. Das Gericht bewertete es als erschwerend, dass El-Hussein in der Zeit, während der er auf seine Verhandlung beziehungsweise auf ein Urteil wartete, erneut Einbrüche begangen hatte. Bereits am 2. Juli 2011 wurde El-Hussein jedoch wieder aus dem Gefängnis entlassen. Die Haftdauer war verringert worden, weil er noch nicht vorbestraft war.
Zwei Jahre später – 2013 – stand er wieder vor Gericht. Wegen Einbruchdiebstahls, Autodiebstahls und gefährlicher Körperverletzung verurteilte ein Gericht in Frederiksberg ihn zu eineinhalb Jahren Gefängnis. Neben den diversen Diebstählen hatte er im Juni 2011 im Eingang eines Fitness-Centers eine Person mit Fäusten traktiert.
Am 16. August 2013 verurteilte ihn ein Kopenhagener Gericht wegen wiederholter Verstöße gegen das Waffengesetz (Besitz beziehungsweise Mitführen von Klappmessern, Dolchen u. a.) zu 21 Tagen Gefängnis, ausgesetzt zur Bewährung für ein Jahr.
Doch bereits drei Monate später – am 22. November 2013 – stach er ohne erkennbaren Grund in der U-Bahn mit einem Messer mehrmals auf einen 19-Jährigen ein und verletzte ihn schwer. Nach zweimonatiger Flucht wurde er schließlich von der Polizei gefasst und im Dezember 2014 von einem Gericht in Frederiksberg wegen grober Körperverletzung zu lediglich zwei Jahren Gefängnis verurteilt.
Die ursprüngliche Anklage wegen versuchten Totschlags war auf grobe Körperverletzung reduziert worden, nachdem El-Hussein sich erfolgreich auf Cannabis-Genuss und schwere Angstzustände berufen hatte. Wegen seiner langen U-Haft und in Erwartung einer Berufungsverhandlung wurde er bereits am 30. Januar 2015 wieder aus der Haft entlassen und auf freien Fuß gesetzt.

## Voksenundervisningscenter / VUC
Trotz Kriminalität und zeitweiser Einbindung ins Banden-Milieu versuchte El-Hussein 2012 noch einmal sein Leben in normale Bahnen zu lenken. Er begann am Voksenundervisningscenter / VUC (Zentrum für Erwachsenenbildung) im Kopenhagener Vorort Hvidovre eine Ausbildung, die ihn zur Hochschulreife führen sollte.
„Er war ein sehr fleißiger und begabter Schüler, der sich fachlich gut geschlagen hat“, sagte der Rektor Peter Zinkernagel dem dänischen Fernsehen. Die ganze Schule sei schockiert darüber, dass er die beiden Terroranschläge am Wochenende begangen habe. Mitschüler beschrieben ihn einerseits als aggressiv aufbrausend und als Einzelgänger, auf der anderen Seite aber auch als klug, umgänglich und jemand, der auch Freunde hatte. Er habe sich meist an seine muslimischen Mitschüler gehalten. Ein Mitschüler sagte der Zeitung „Politiken“, El-Hussein habe immer sehr klar zu erkennen gegeben, dass er Juden hasse. „Er hatte keine Angst, laut auszusprechen, dass er Juden hasste“, sagte ein früherer Klassenkamerad dem „Ekstrabladet“. Den Konflikt zwischen Israel und Palästina habe er immer wieder leidenschaftlich mit Mitschülern diskutiert. Dabei habe er von einer Minute auf die andere völlig aus der Haut fahren können.
Aus dem Abschluss im Zentrum für Erwachsenenbildung wurde aber nichts, als er im November 2013 in einer Kopenhagener S-Bahn einen Jugendlichen mit mehreren Messerstichen schwer verletzte. In Folge wurde er von der Schule verwiesen, womit sich zugleich sein Plan eines Universitäts-Studiums zerschlagen hatte.

## Extremistische Äußerungen während seiner Haft
Während seiner Haft fiel El-Hussein dem Gefängnispersonal durch zahlreiche extremistische Äußerungen auf. So sprach er offen über seinen Wunsch für die Terrororganisation Islamischer Staat (IS) in Syrien zu kämpfen. Aus diesem Grund setzte die Gefängnisbehörde seinen Namen auf eine Liste mit radikalisierten Häftlingen. Eine entsprechende Meldung erfolgte an den dänischen Inlandsnachrichten- und Sicherheitsdienst – PET (Politiets Efterretningstjeneste).

## Der Anschlag
Bei den Anschlägen auf Teilnehmer einer Diskussionsveranstaltung in einem Kulturcafé zum Thema „Kunst, Blasphemie und Meinungsfreiheit“ mit dem schwedischen Mohammed-Karikaturisten Lars Vilks und auf die Große Synagoge im Zentrum von Kopenhagen tötete er zwischen dem 14. und 15. Februar 2015 zwei Menschen und verletzte fünf weitere schwer. Bei den Mordopfern handelte es sich um den dänischen Regisseur Finn Nørgaard und Dan Uzan, einen Wachmann der Synagoge.
El-Hussein wurde am 15. Februar 2015 in Kopenhagen von dänischen Sicherheitskräften gestellt und bei einem Schusswechsel getötet.

## Namenloses Grab
Die Leiche Omar Abdel Hamid El-Husseins wurde nach dem Freitagsgebet auf dem muslimischen Friedhof von Brøndby am Rande von Kopenhagen bestattet. Nach Angaben der Polizei nahmen fast 500 Menschen an der Zeremonie teil. Das Grab wurde nicht mit seinem Namen gekennzeichnet.